# Ficza Ferenc
Ficza Ferenc (Szekszárd, 1996. május 13. –) a TCR-ben szereplő Zengő Motorsport-istálló magyar versenyzője. Korábban a SEAT León Európa-kupában, valamint a WTCC-ben versenyzett.

## Pályafutása
Ficza Ferenc 2008-ban kezdte pályafutását a Magyar túraautó-bajnokságban. 2009-ben a Suzuki Kupa magyar bajnokságában indult, majd 2010-ben meg is nyerte a pontversenyt. 2011-ben ugyanitt a harmadik helyen végzett. 2012-ben, 16 évesen ő lett a Túraautó-világbajnokság betétfutamainak számító Túraautó-Európa-kupa legfiatalabb versenyzője. A monzai versenyen egy Alfa Romeo 156-os autóval állt rajthoz 2013-ban is a Túraautó-Európa-kupa futamain indult, de már a Zengő Motorsport színeiben. Abban az évben a 8. helyen végzett az összetettben. 2015 márciusában hivatalossá vált, hogy a Zengő csapat színeiben, egy SEAT León Cup Racer típusú versenyautóval a TCR-sorozatban áll rajthoz.
2016-ban a Zengő benevezte a Túraautó-világbajnokság futamaira Nagy Dániel csapattársaként. A szezon végén két megszerzett ponttal Ficza a bajnokság 20. helyén végzett, a Zengő motorsport pedig nem hosszabbított vele szerződést. Végül a TCR-sorozatban indult, előbb a Zele Racing, majd újból a Zengő Motorsport autóival.

## Eredményei

### Teljes TCR-es eredménysorozata
| Év   | Csapat           | Autó                | 1       | 2         | 3        | 4       | 5        | 6        | 7        | 8        | 9        | 10       | 11       | 12       | 13       | 14       | 15    | 16    | 17    | 18    | 19    | 20    | 21    | 22    | Helyezés | Pont |
| ---- | ---------------- | ------------------- | ------- | --------- | -------- | ------- | -------- | -------- | -------- | -------- | -------- | -------- | -------- | -------- | -------- | -------- | ----- | ----- | ----- | ----- | ----- | ----- | ----- | ----- | -------- | ---- |
| 2015 | Zengő Motorsport | SEAT León Cup Racer | MYS 1 9 | MYS 2 10† | CHN 1    | CHN 2   | ESP 1    | ESP 2    | POR 1    | POR 2    | ITA 1    | ITA 2    | AUT 1    | AUT 2    | RUS 1    | RUS 2    | RBR 1 | RBR 2 | SIN 1 | SIN 2 | THA 1 | THA 2 | MAC 1 | MAC 2 | 35.      | 3    |
| 2017 | Zele Racing      | SEAT León TCR       | GEO 1 2 | GEO 2 13† | BHR 1 11 | BHR 2 6 |          |          | ITA 1 10 | ITA 2 10 |          |          |          |          |          |          |       |       |       |       |       |       |       |       | 17.      | 32   |
| 2017 | Zengő Motorsport | SEAT León TCR       |         |           |          |         | BEL 1 13 | BEL 2 14 |          |          | AUT 1 Ni | AUT 2 Ni |          |          |          |          |       |       |       |       |       |       |       |       | 17.      | 32   |
| 2017 | Zengő Motorsport | Kia Cee'd TCR       |         |           |          |         |          |          |          |          |          |          | HUN 1 19 | HUN 2 14 | GER 1 12 | GER 2 10 | THA 1 | THA 2 | CHN 1 | CHN 2 | ABU 1 | ABU 2 |       |       | 17.      | 32   |

† Nem fejezte be a versenyt, de eredményét értékelték, mert a versenytáv 90%-át teljesítette.

### Teljes WTCC-s eredménysorozata
| NI | NI | KI | NI | KIZ | KIZ | KIZ | KIZ | 12 | 13 | 15 | 9 | 14 | 15 | VI | VI | 18 | 18 | 14 | 16 | T | T | 13 | 11 |

KI = kiesett
NI = nem indult
VI = visszalépett
KIZ = kizárva
T = törölt verseny
† = nem ért célba, de a táv 90%-át teljesítette és rangsorolva lett

### Teljes TCR Európa-kupa eredménysorozata
|  |  |  |  |  |  | KI | 9 |  |  |  |  |  |  |

* Szezon folyamatban
† Kiesett, de helyezését értékelték, mivel teljesítette a futam 90%-át.